# 托尔瑙 (北达科他州)
托尔瑙（英語：Tolna），是美国北达科他州下属的一座城市。根据2010年美国人口普查，该市有人口166人。